# Naturschutzgebiet Altwarper Binnendünen, Neuwarper See und Riether Werder
Koordinaten: 53° 43′ 2″ N, 14° 14′ 19″ O

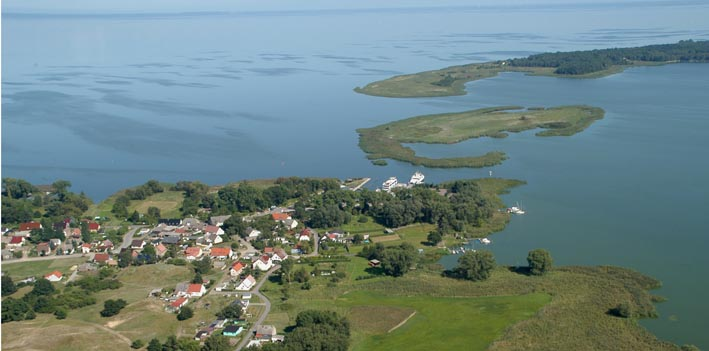
Blick auf den nördlichen Gebietsteil (unten rechts)

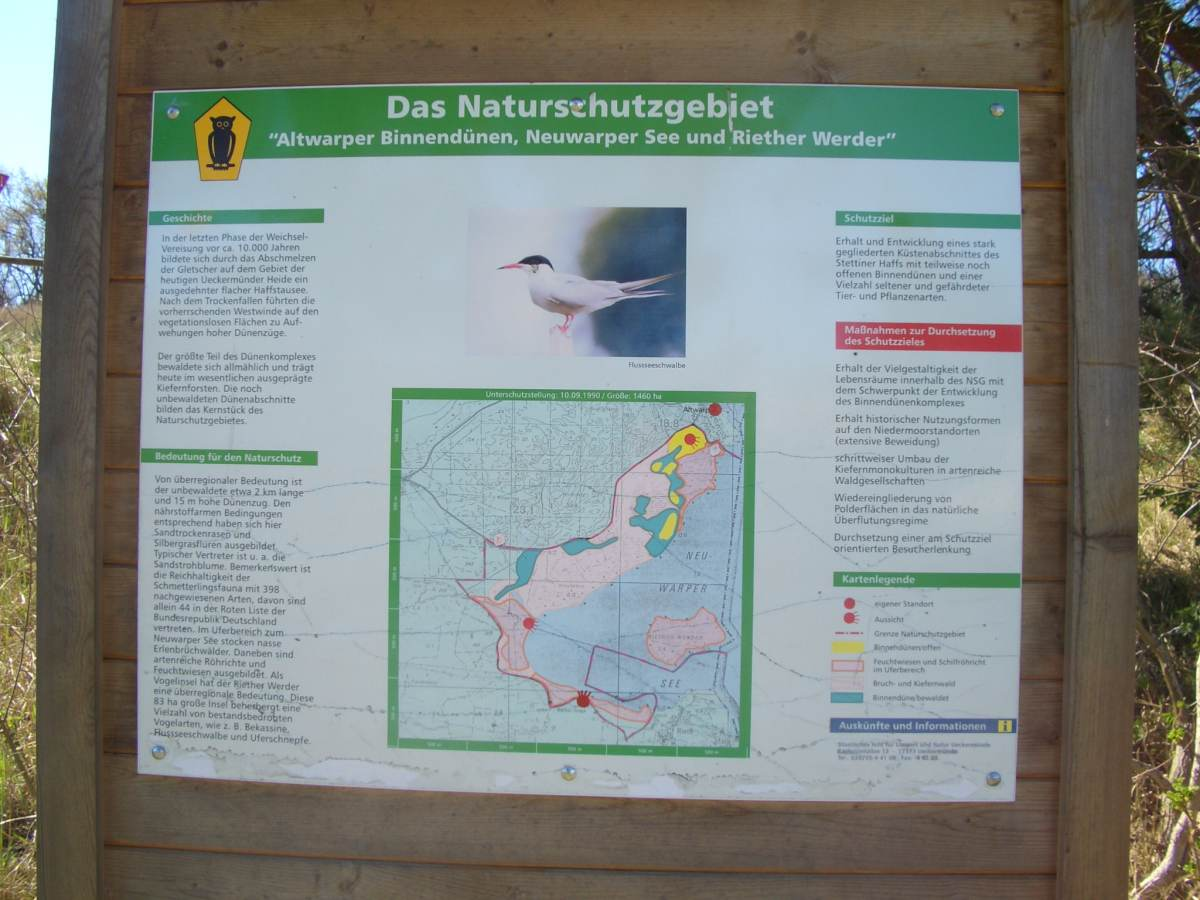
Infotafel

Das Naturschutzgebiet Altwarper Binnendünen, Neuwarper See und Riether Werder ist ein 1460 Hektar umfassendes Naturschutzgebiet im Osten Mecklenburg-Vorpommerns. Es ist Bestandteil des Naturparkes Am Stettiner Haff. Die Ausweisung erfolgte am 10. September 1990 mit dem Ziel, die Küstenlandschaft am Oderhaff mit eingestreuten Binnendünen, einem Teil der Seefläche des Neuwarper Sees und der vorgelagerten Insel Riether Werder zu erhalten. Umliegende Ortschaften sind Altwarp, Rieth, Hedwigshof und Rehhagen. Durch die abgeschiedene Lage im Grenzgebiet zu Polen und der damit einhergehenden geringen Störung wird der Gebietszustand als gut eingeschätzt. Jedoch beeinträchtigen Eindeichungen die Moorflächen, für die in Zukunft der Deichrückbau vorgesehen ist. Die Binnendünen unterliegen ohne weitere Eingriffe der Sukzession. Das Gebiet wird vom Fördervereins für Naturschutzarbeit Uecker-Randow-Region e. V. betreut. Das Gebiet kann sowohl nördlich von Altwarp aus, als auch südlich von Rieth kommend für Wanderer erschlossen werden. In Rehhagen steht am Ufer des Neuwarper Sees eine Beobachtungskanzel, die einen Überblick über die Küstenregion bietet.
Das Naturschutzgebiet ist nahezu deckungsgleich mit dem gleichnamigen FFH-Gebiet.

## Geschichte
Das Gebiet wurde entscheidend durch die letzte Vereisung vor über 10.000 Jahren und die anschließende Jahrhunderte dauernde Abtauperiode geprägt. Die aus dem Uecker- und Randowtal fließenden Schmelzwasser stauten sich auf einer Länge von 35 Kilometer zu einem Haffstausee. Feinkörnige Beckensande setzten sich in mehrere Meter mächtigen Schichten ab, welche durch anschließende Windumlagerung zu den bis zu 15 Meter hohen Dünen bei Altwarp aufgeschichtet wurden. Südlich schließt ein vermoortes Niederungsgebiet an, welches heute als Überflutungsmoor mit bis zu zwei Metern mächtigen Torfschichten einen Großteil der Schutzgebietsfläche einnimmt. Die Flächen liegen nur knapp über dem Meeresspiegel und wurden regelmäßig vom Wasser des Oderhaffs überflutet. Die Wälder der Halbinsel Altwarp auf der Schmettauschen Karten aus dem Jahr 1780 entstanden durch Aufforstung im 18. Jahrhundert. Seit den 1930er Jahren erfolgte eine militärische Nutzung der Flächen. Der Übungsbetrieb wurde 1990 eingestellt. Zu DDR-Zeiten wurde ein Teil der Flächen zur landwirtschaftlichen Nutzung eingedeicht und wird durch drei Pumpwerke aktiv entwässert. Heute werden die Flächen extensiv beweidet.

## Pflanzen- und Tierwelt
Die Dünenbereiche bei Altwarp bedecken Silbergras, Schaf-Schwingel, Blaugrünes Schillergras, Berg-Haarstrang und Karthäuser-Nelke. Auf den Dünen lebt die vom Aussterben bedrohte Kerbameise Formica foreli. Seeseitig vorgelagert sind seggen- und binsenreiche Wiesen mit Breitblättrigem Knabenkraut, Kuckucks-Lichtnelke und Stranddreizack, die in einen ausgedehnten Schilfröhricht übergehen. Südlich und westlich der Dünen schließt ein Eichen-Niederwald mit wärmeexponierten Magerrasen an. Auf Mineralboden stockt aufgeforsteter Kiefernwald. Kleinflächig finden sich dazwischen Sauer-Zwischenmoore mit Schmalblättrigem Wollgras, Wassernabel und Torfmoosen. Hervorhebenswerte Brutvögel im Gebiet sind Seeadler, Neuntöter, Sperbergrasmücke, Bartmeise, Drosselrohrsänger, Karmingimpel und Kranich. Auf dem Riether Werder finden sich neben einer Lachmöwenkolonie zahlreiche Limikolen, wie Bekassine, Kampfläufer, Rotschenkel und Uferschnepfe. Der Fischotter lebt im Gebiet.

## Eigentumsverhältnisse
Die Polderflächen in Rehhagen wurden teilweise von der Stiftung Umwelt und Natur, Mecklenburg-Vorpommern gekauft, um einen Deichrückbau zu ermöglichen.